# A SEED
A SEED Europe (Action for Solidarity, Equality, Environment, and Development) is een internationale, activistische, andersglobalistische campagneorganisatie.  A SEED Europe wil de structurele oorzaken van milieuproblemen en sociale onrechtvaardigheid aanpakken en doet dit door middel van campagnes tegen multinationale ondernemingen en hun nationale en internationale invloedssferen en machtsinstrumenten. Tegelijkertijd worden duurzame alternatieven gepromoot. Momenteel focust A SEED Europe op de problematiek van de mondiale industriële landbouw: genetische manipulatie, sojamonoculturen, machtsconcentraties in grote internationale agro/biotech-bedrijven die een invloedrijke rol spelen in onze voedselketen, agrobrandstoffen, vleesproductie en de invloed op klimaatverandering. Tegelijkertijd stimuleert A SEED de ontwikkeling van lokale voedselsoevereiniteit en boer-consumentverbanden. De organisatie hecht belang aan het betrekken van jongeren in een basisdemocratische manier van werken.
A SEED is in 1991 door jongeren opgericht in reactie op de milieutop van de Verenigde Naties in Rio de Janeiro om meer samenwerking te bevorderen tussen jongerenorganisaties die wereldwijd werken aan milieu en sociale gerechtigheid. Vanaf 1992 groeide het gedecentraliseerde A SEED-netwerk en werden er regionale "knooppunten" gevormd in Europa, Azië, Noord-Amerika, Afrika, Latijns-Amerika en Japan. Elke netwerkknoop zette eigen activiteiten op die groepen en individuen in hun regio samenbrachten. Sindsdien hebben de netwerkknopen onafhankelijk van elkaar hun eigen manier van werken ontwikkeld.
A SEED Europe werkt met ongeveer 10 mensen vanuit het interactieve kantoor in Amsterdam in samenwerking met verschillende organisaties en personen in Europa en de rest van de wereld aan de volgende doelstellingen:
- het initiëren en coördineren van campagnes en acties over milieu, ontwikkeling en sociale thema's,
- het voeren van discussies en verspreiden van informatie over deze thema's,
- het ondersteunen van plaatselijke en regionale organisaties door samenwerking, en het delen van informatie en vaardigheden,
- netwerken en samenwerking met andere internationale organisaties,
- projecten voorbereiden en organiseren vanuit het A SEED Europe kantoor.